# Хесмер (Луизијана)
Хесмер (енгл. Hessmer) град је у америчкој савезној држави Луизијана.

## Демографија
По попису из 2010. године број становника је 802, што је 160 (24,9%) становника више него 2000. године.
| Група             | 2000.       | 2010.       |
| Белци             | 586 (91,3%) | 666 (83,0%) |
| Афроамериканци    | 43 (6,7%)   | 97 (12,1%)  |
| Азијати           | 0 (0,0%)    | 5 (0,6%)    |
| Хиспаноамериканци | 1 (0,2%)    | 19 (2,4%)   |
| Укупно            | 642         | 802         |